# 107-й отдельный танковый батальон Карельского фронта
107-й отдельный танковый батальон — воинская часть Вооружённых Сил СССР в Великой Отечественной войне.

## История
Батальон сформирован  09.08.1941 года в районе Алакуртти на базе 3-го танкового батальона 1-го танкового полка 1-й танковой дивизии и некоторых других танков, оставшихся в распоряжении армии после отбытия 1-й танковой дивизии. Вероятнее всего (за отсутствием в то время и в том районе каких-то иных танков), в течение конца июля — большей части августа 1941 года не имел номера, что отражено в Справочнике боевого состава советской армии.
В составе действующей армии с 09.08.1941 по 13.02.1942 года.
На вооружении батальона были разные типы танков, в том числе 13 Т-28. В боях  июля-августа 1941 года на кандалакшском направлении батальон понёс немалые потери и на 01.09.1941 года в строю были только 3 Т-28, а также 12 БТ, 5 Т-26 и 5 ЛХТ-133. Вёл бои там же в течение 1941 года и начала 1942 года.
13.02.1942 года батальон переименован в 429-й отдельный танковый батальон

## Подчинение
| Дата            | Фронт (округ)    | Армия      | Корпус | Дивизия | Бригада | Примечания |
| --------------- | ---------------- | ---------- | ------ | ------- | ------- | ---------- |
| 01.09.1941 года | Карельский фронт | 14-я армия | -      | -       | -       | -          |
| 01.10.1941 года | Карельский фронт | 14-я армия | -      | -       | -       | -          |
| 01.11.1941 года | Карельский фронт | 14-я армия | -      | -       | -       | -          |
| 01.12.1941 года | Карельский фронт | 14-я армия | -      | -       | -       | -          |
| 01.01.1942 года | Карельский фронт | 14-я армия | -      | -       | -       | -          |
| 01.02.1942 года | Карельский фронт | 14-я армия | -      | -       | -       | -          |